# Fédération Nationale des Sourds de France
Die Fédération Nationale des Sourds de France (FNSF) vertritt französische Gehörlose und deren Vereinigungen. Sie wurde 1897 als assoziative Bewegung gegründet und ist Teil des Kampfes zur Förderung der Gebärdensprache.
Im Jahr 2016 vereinte sie über 80 Verbände und mehr als 5.000 Mitglieder mit demselben Ziel: die Gebärdensprache in allen Bereichen wie Gesundheit, Bildung, Recht, Kulturerbe, Kultur und Beschäftigung zu fördern. Der Nationale Gehörlosenverband Frankreichs und seine Verbände kämpfen noch immer dafür, dass die französische Gebärdensprache in der französischen Verfassung anerkannt wird.

## Herkunft
Das erste Stille Bankett wurde am 30. November 1834 von Ferdinand Berthier und Alfred Bocquin, die selbst gehörlos waren, anlässlich des 122. Geburtstags von Abbé de l'Épée organisiert. Diese Tradition wird in fast allen europäischen Ländern und in den Vereinigten Staaten weiterhin gepflegt.
Zu dieser Zeit entstanden zahlreiche, vor allem regionale Vereine. Es wird ein Komitee zum Schutz der Taubstummen geben, eine Zentralgesellschaft, eine Hilfsgesellschaft, eine zentrale Bildungs- und Hilfsgesellschaft, eine Universalgesellschaft und vieles mehr.
Die Gehörlosenkultur beginnt sich auszubreiten. Die Welt der Gehörlosenverbände organisiert sich, doch die auftretenden finanziellen Schwierigkeiten bringen diese noch fragilen Verbände oft zum Erliegen und führen zu Konflikten, die eine Kette von Gründungen und Auflösungen von Verbänden auslösen.
Trotz der Entscheidung des Mailänder Kongresses (1880), die Gebärdensprache nicht in Schulen zu verwenden, schlossen sich die Gehörlosen weiterhin zusammen. Die Gebärdensprache wird von Generation zu Generation weitergegeben, dank junger Gehörloser, die überwiegend in Internaten leben und sich weiterhin in Gebärden ausdrücken, sich dabei aber aus Angst vor Bestrafung vor den Blicken hörender Menschen verstecken.
Im Laufe der Jahre versuchten gehörlose Erwachsene, einen Verband zu gründen, jedoch ohne Erfolg, bis die Bewegung 1893 begann.

## Geschichte
Die erste Gründung von Gehörlosenverbänden in Frankreich erfolgte im Jahr 1893.
Am 31. Dezember 1897 wurde der Verband der französischen Gesellschaften der Taubstummen dem Innenministerium unterstellt und 1933 unter dem Vorsitz von Eugène Rubens-Alcais neu organisiert.
Im Jahr 1937 hatte der Verband 265 Mitgliedsgesellschaften, die über 8.500 Mitglieder vertraten.
Nach dem Zweiten Weltkrieg bestand der Verband 1949 weiter, trotz der Gründung einer weiteren Organisation: der Nationalen Union der Vereinigungen ehemaliger Schüler der Gehörloseninstitute in Frankreich.
Mit der Entstehung einer neuen Rivalität dieser Föderation, dem Nationalen Koordinationskomitee der Gesellschaften der Stummen in Frankreich und Übersee im Jahr 1955. Doch im Jahr 1959 verschwand es aufgrund mangelnder Einheit und Koordination innerhalb der Föderation der französischen Gesellschaften der Taubstummen.
Das Nationale Koordinationskomitee änderte seine Satzung und wurde 1963 zur „Nationalen Föderation der Gehörlosenverbände Frankreichs“. Die Idee einer einzigen, repräsentativeren Föderation wurde jedoch nicht aufgegeben.
Im Jahr 1964 versammelte sich am 28. und 29. Oktober beim INJS in Paris Vertreter der Vereinigungsunion, des Nationalen Gehörlosenverbands Frankreichs und des Gehörlosensportverbands Frankreichs, um die Modalitäten einer gemeinsamen Föderation zu prüfen. Es folgten weitere Treffen im Februar und November 1965 sowie im Januar 1966.
Es wurde eine Einigung erzielt und die Gründung eines Confédération Nationale des Sourds de France (CNSF) beschlossen. Es wurde ein provisorisches Büro eingerichtet. Im selben Jahr am 8. September wurden die Statuten dieser Konföderation angenommen und Schritte zu ihrer Hinterlegung bei der Pariser Polizeipräfektur unternommen (10. Oktober) unter der Nr. 66-1303  und der Erklärung im Amtsblatt (26. Oktober 1966).
Dieser Bund vereinte damals: 
- Fédération Nationale des Associations de Sourds de France
- Union Nationale des Amicales des Institutions des Sourds de France
- Fédération Sportive des Sourds de France.

### Confédération nationale des sourds de France (Nationaler Gehörlosenverband Frankreichs)
Im Jahr 1966 gründeten die Fédération Nationale des Associations de Sourds de France (FNASF), die Union Nationale des Amicales des Institutions des Sourds de France und die Fédération Sportive des Sourds de France gemeinsam die Confédération nationale des sourds de France und Pierre Bernhard, der damalige Präsident der Fédération Sportive des Sourds de France, war der erste Präsident.
Im Jahr 1970 zog sich der französische Gehörlosensportverband aus Gründen der Beziehungen zu seinem Aufsichtsministerium (Jugend und Sport) aus dem Nationalkomitee zurück, während das Nationalkomitee dem Sozialministerium unterstand.
Dem CNSF wurde die Ehre zuteil, im August 1971 den 6. Kongress des Weltverbandes der Gehörlosen in Paris auszurichten. Dies war der Ausgangspunkt für umfangreichere nationale Aktivitäten.
Im Jahr 1972 beschlossen der Nationale Verband der Gehörlosenverbände Frankreichs und die Nationale Union der Gehörloseninstitutionsverbände Frankreichs, diese aufzulösen, um den Verband zu stärken.
Im Jahr 1972 beschlossen die National Union of Associations und die National Federation of Associations of the Deaf, sie aufzulösen und eine einzige Gruppe beim CNSF zu gründen.
Mitglieder der UNESCO, einem Zweig der UNO, stellten fest, dass es den gehörlosen Menschen in Frankreich an kultureller Autorität mangele. Der CNSF erhielt 1976 vom Ministerium für Jugend und Sport die Anerkennung als Volksbildungsverband.
Durch Dekret vom 24. September 1982 erhält der CNSF die Anerkennung als gemeinnütziger Verein.
Das Regionalsekretariat der Europäischen Gemeinschaft des Weltverbandes der Gehörlosen, heute bekannt als European Union Deaf (EUD), wird gegründet. Der Nationale Gehörlosenverband Frankreichs ist ihm seit 1985 angeschlossen.
Im Jahr 1987 wurde aus dem CNSF der Nationale Gehörlosenverband Frankreichs, wie wir ihn heute kennen. Er kämpft für die Verbesserung der Bildung (Hochschulbildung), die Anerkennung der Gebärdensprache, die Entwicklung des Dolmetschens, der Untertitelung, der Kultur (Kunst, Theater usw.).

## Interne Organisation
Der Nationale Gehörlosenverband Frankreichs vereint mehr als 60 Freiwillige. Er besteht neben dem Nationalrat aus Arbeitsgruppen, Ausschüssen, Delegierten und:
- Sektoren: • Seniors Sourds de France • Jeunes Sourds de France • Étudiants Sourds de France • Journée Mondiale des Sourds
- Kommissionen: • Accessibilité Numérique • Culture • Discrimination • Education • Femmes • Formation - Emploi • Justice • Santé • Sport